# Cinetomorpha
Genre
Synonymes
- Yumates Chamberlin, 1924
- Lucetia Dumitrescu & Georgescu, 1983

Cinetomorpha est un genre d'araignées aranéomorphes de la famille des Oonopidae.

## Distribution
Les espèces de ce genre se rencontrent en Amérique, de la Floride à l'Argentine.

## Liste des espèces
Selon World Spider Catalog (version 20.5, 21/07/2019) :
- Cinetomorpha adaga Ott & Bonaldo, 2019
- Cinetomorpha angela (Chamberlin, 1924)
- Cinetomorpha atlantica Ott & Brescovit, 2019
- Cinetomorpha baja Ott & Ubick, 2019
- Cinetomorpha bandolera Ott & Harvey, 2019
- Cinetomorpha boraceia Ott & Brescovit, 2019
- Cinetomorpha campana Ott & Harvey, 2019
- Cinetomorpha central Ott & Brescovit, 2019
- Cinetomorpha chicote Ott & Bonaldo, 2019
- Cinetomorpha concepcion Ott & Harvey, 2019
- Cinetomorpha floridana (Banks, 1896)
- Cinetomorpha iguazu Ott & Brescovit, 2019
- Cinetomorpha itabaiana Ott & Brescovit, 2019
- Cinetomorpha laguna Ott & Ubick, 2019
- Cinetomorpha lavras Ott & Brescovit, 2019
- Cinetomorpha longisetosa Ott & Harvey, 2019
- Cinetomorpha lorenzo Ott & Harvey, 2019
- Cinetomorpha loreto Ott & Bonaldo, 2019
- Cinetomorpha nayarit Ott & Harvey, 2019
- Cinetomorpha nesophila (Chamberlin, 1924)
- Cinetomorpha orellana Ott & Bonaldo, 2019
- Cinetomorpha patquiana (Birabén, 1954)
- Cinetomorpha pauferro Ott & Brescovit, 2019
- Cinetomorpha peluda Ott & Harvey, 2019
- Cinetomorpha pinheiral Ott & Brescovit, 2019
- Cinetomorpha platensis (Birabén, 1954)
- Cinetomorpha pocone Ott & Brescovit, 2019
- Cinetomorpha puberula Simon, 1893
- Cinetomorpha punctata Ott & Brescovit, 2019
- Cinetomorpha quillota Ott & Harvey, 2019
- Cinetomorpha rinconada Ott & Harvey, 2019
- Cinetomorpha santamaria Ott & Brescovit, 2019
- Cinetomorpha sedata (Gertsch & Mulaik, 1940)
- Cinetomorpha silvestris Simon, 1893
- Cinetomorpha similis Ott & Brescovit, 2019
- Cinetomorpha simplex Simon, 1892
- Cinetomorpha sternalis Ott & Bonaldo, 2019
- Cinetomorpha sur Ott & Ubick, 2019
- Cinetomorpha vianai (Birabén, 1954)
- Cinetomorpha waorani Ott & Bonaldo, 2019
- Cinetomorpha zero Ott & Harvey, 2019

## Publication originale
- Simon, 1892 : On the spiders of the island of St. Vincent. Part 1. Proceedings of the Zoological Society of London, vol. 1891, p. 549-575 (texte intégral).